# Sandbochum
Sandbochum ist ein Ortsteil der westfälischen Stadt Hamm. Er ist bis heute ein ländlich geprägter Ort.

## Geographie

### Lage
Sandbochum liegt im Nordwesten der Stadt Hamm direkt an der A 1 mit einem eigenen Autobahnanschluss. Im Norden bildet die Lippe die Grenze. Der Datteln-Hamm-Kanal durchquert das nördliche Ortsgebiet.

### Nachbargemeinden
Sandbochum grenzte im Jahr 1967 im Uhrzeigersinn im Norden beginnend an die Stadt Werne und die Gemeinde Stockum (beide damals im Kreis Lüdinghausen), an die Gemeinden Herringen, Pelkum, Lerche (alle heute zu Hamm), Overberge und Rünthe (beide heute zu Bergkamen).

## Geschichte
Sandbochum wurde erstmals urkundlich um 1150 als Bukheim im Urbar der Reichsabtei Werden erwähnt. Der Ort wurde um 1164 Bucheim, 1240–1250 Santbochem und 1392 Santboichem genannt.
Sandbochum gehörte im Spätmittelalter und der Frühen Neuzeit in eigener Bauerschaft (Sandboickem) im Amt Hamm zur Grafschaft Mark. Laut dem Schatzbuch der Grafschaft Mark von 1486 hatten die 10 Steuerpflichtigen in der Bauerschaft zwischen 1 und 6 Goldgulden an Abgabe zu leisten.  Größter Steuerzahler war Koneman mit 6 Goldgulden. Im Jahr 1705 waren in der Bauerschaft Sand-Bockumb 14 Steuerpflichtige mit Abgaben an die Rentei Hamm im Kataster verzeichnet.
Im 19. Jahrhundert gehörte Sandbochum bei der Errichtung der Ämter in der preußischen Provinz Westfalen zum Amt Pelkum im Kreis Hamm. Im Jahr 1885 gab es in der Landgemeinde Sandbochum auf 602 ha Fläche, davon 222 ha Ackerland, 40 ha Wiesen, 104 ha Holzungen, 1 Wohnplatz, 44 Wohnhäuser mit 45 Haushaltungen und 251 Einwohner.
Anlässlich der Auskreisung der Stadt Hamm am 1. April 1901 wurde aus dem Kreis der Landkreis Hamm. Nach einer Gebietserweiterung im Jahr 1929 wurde dieser im Oktober 1930 in Kreis Unna umbenannt.
Am 1. Januar 1968 wurden die Gemeinden Herringen, Lerche, Pelkum, Sandbochum und Weetfeld sowie Teile von Wiescherhöfen zur neuen Gemeinde Pelkum
zusammengeschlossen. Diese 40,65 km² große Gemeinde mit 25.337 Einwohnern wurde durch die Gemeindegebietsreform mit Wirkung vom 1. Januar 1975 wieder aufgelöst und in die kreisfreie Stadt Hamm eingemeindet.

## Einwohnerentwicklung
| Jahr | Einwohner |
| ---- | --------- |
| 1849 | 258       |
| 1910 | 309       |
| 1931 | 346       |
| 1956 | 518       |
| 1961 | 440       |

## Verkehr

### Straßen
Die Landesstraße L 736 verbindet Sandbochum im Osten mit Herringen und Hamm sowie im Westen mit Rünthe und Lünen.
Die Kreisstraße K 4 bietet in Richtung Norden eine Verbindung mit Stockum und im Südosten mit Pelkum.

### Öffentlicher Personennahverkehr
Sandbochum wird von der Schnellbuslinie S 20 der Verkehrsgesellschaft Kreis Unna bedient. Sie verbindet den Ort im Osten mit Herringen und im Westen mit Bergkamen und Lünen. Zudem gibt es die Taxibuslinie T 1 der Stadtwerke Hamm nach Herringen.